# Rotationsverschluss
Der Rotationsverschluss ist eine Konstruktionsart von Kameraverschlüssen, der im Gegensatz zum Zentralverschluss seine Bestandteile nicht hin- und herbewegt, sondern wie der Schlitzverschluss nur in einer Richtung. Er ist konstruktiv der Umlaufblende der Filmkameras verwandt. Im Gegensatz zu Schlitzverschluss und Umlaufblende ist jedoch die Öffnung konstant und unterschiedliche Belichtungszeiten werden durch unterschiedliche Drehzahlen erreicht.

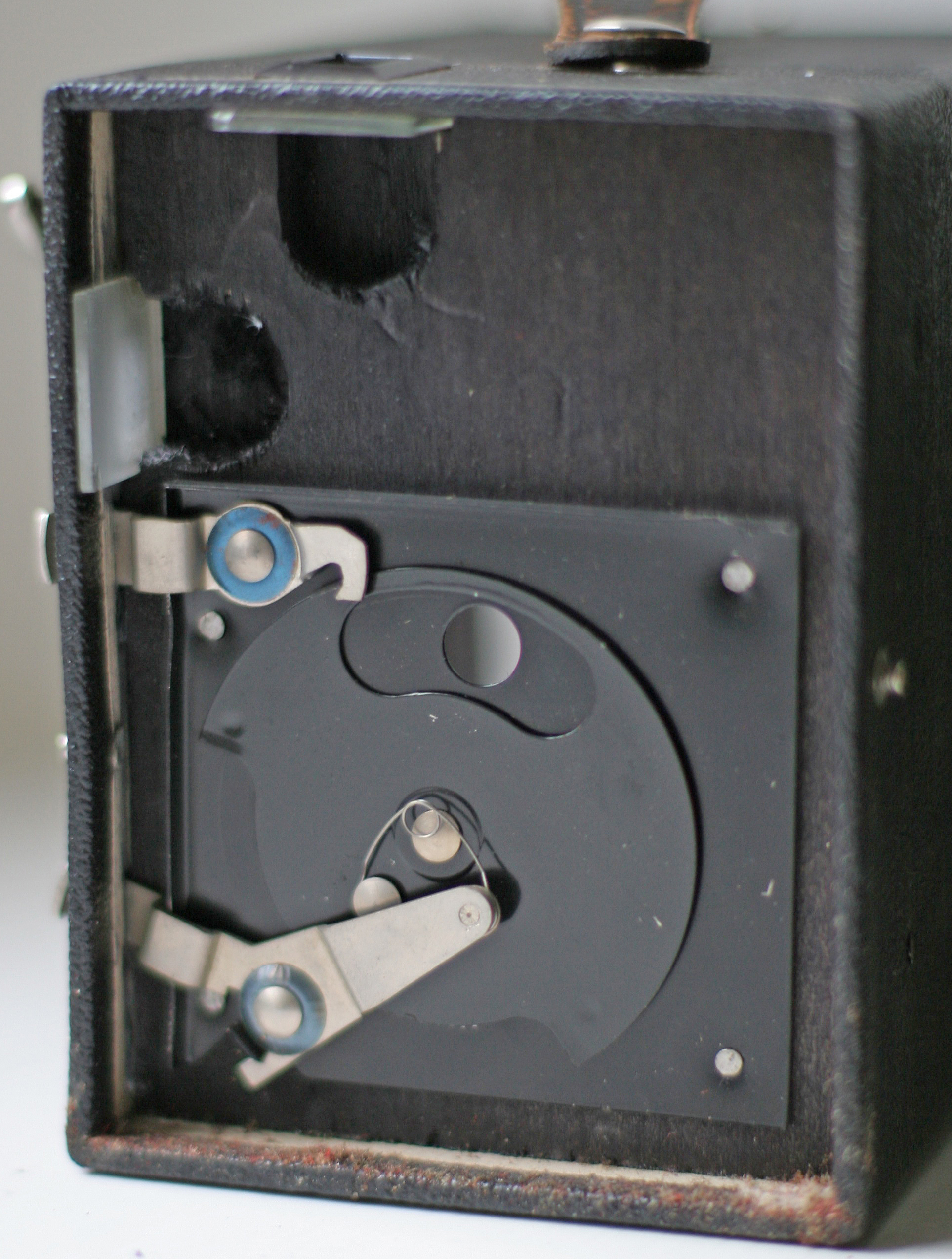
Agfa Box Verschluss offen
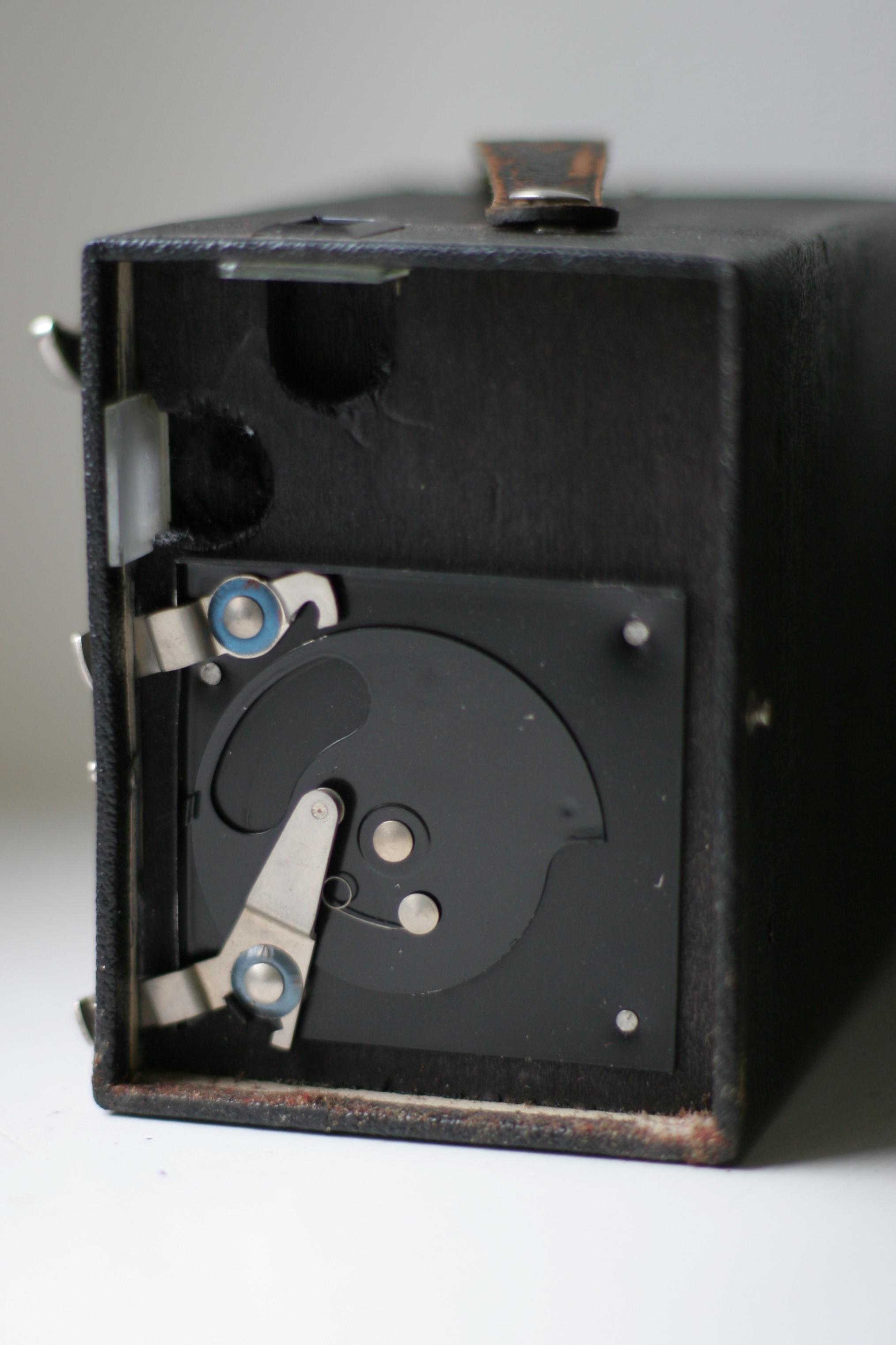
Agfa Box Verschluß unten
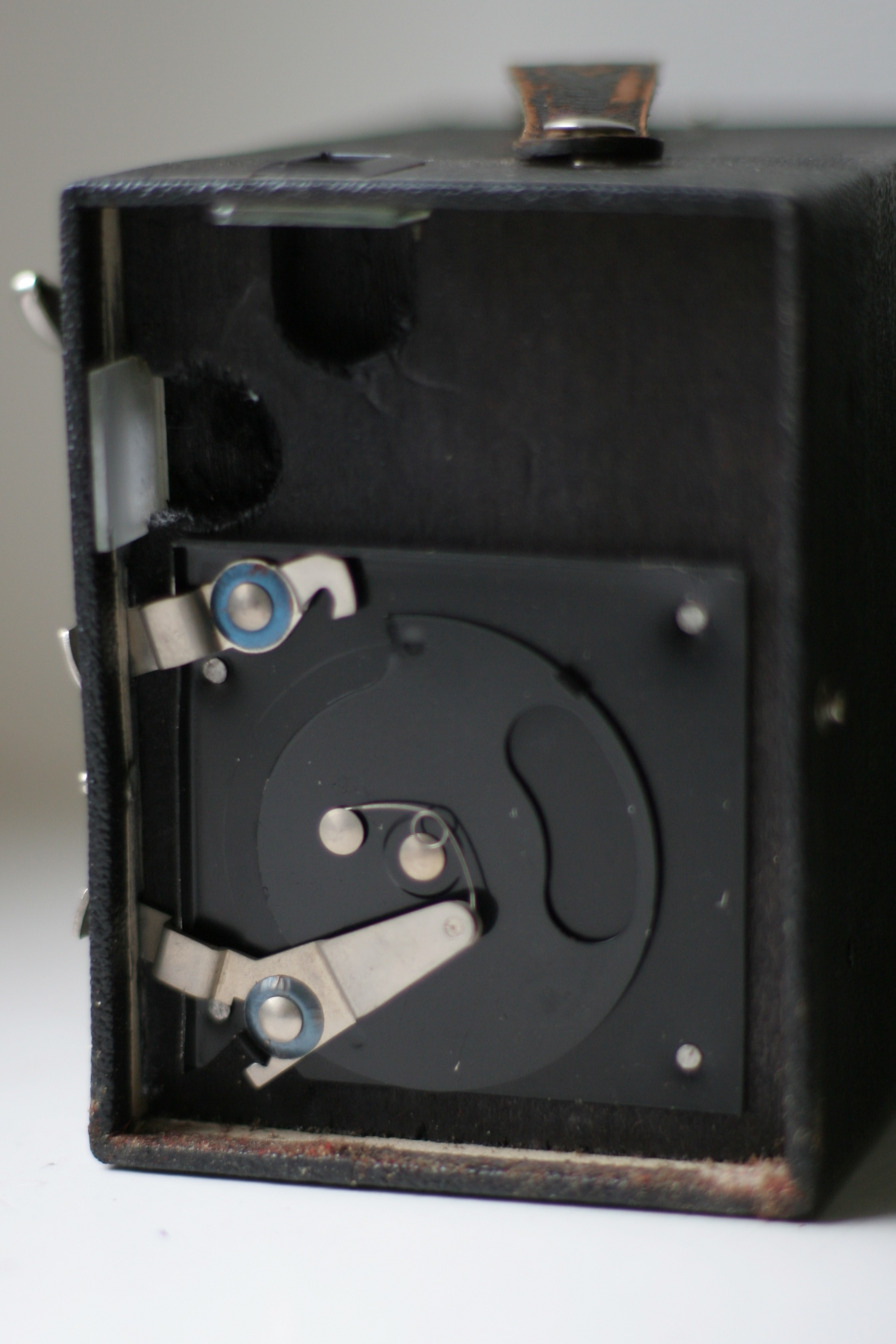
Agfa Box Verschluß oben

## Anwendungen
In der Fotografie wird der Rotationsverschluss für einige Sonderaufgaben eingesetzt, da er im Gegensatz zu anderen in der Fotografie eingesetzten mechanischen Verschlüssen nicht gespannt werden muss und eine sehr schnelle Folge von Aufnahmen erlaubt. Der Rotationsverschluss wird in der Robot-Sucher-Kamera und in der Olympus Pen-Halbformat-Spiegelreflex-Kamera verwendet.
Mit Rotationsverschlüssen werden auch Ballistische Kameras ausgestattet, wenn sie zur Vermessung von Ballonsonden oder Raketentests eingesetzt werden. Die in der Satellitengeodäsie verwendete BC-4 der schweizerischen Firma Wild Heerbrugg wurde ebenfalls in einer Version mit rotierenden Verschlüssen gebaut, die zur Erzeugung exakter Zeitmarken dienen. Dabei werden die von den Satelliten aufgenommenen Spuren durch zwei gegenläufig drehende Scheiben zu einer Serie kurzer Bildpunkte "zerhackt".

## Vor- und Nachteile
Ein konstruktiver Nachteil des Rotationsverschlusses ist sein relativ großer Platzbedarf. Vorteilhaft dagegen die geringe Beschleunigung, die Kameras mit Rotationsverschluss für Instrumentierungszwecke prädestiniert.
Siehe auch: Fotoserie